# Walter Womacka
Walter Womacka (22. prosince 1925, Horní Jiřetín, Československo – 18. září 2010, Berlín) byl německý malíř socialistického realismu.
Ve letech 1940 až 1943 vystudoval obor dekorativní malíř na státní keramické škole v Teplicích. V letech 1943 až 1945 sloužil v německé armádě.
Po druhé světové válce žil v Německé demokratické republice. Studoval postupně na několika uměleckých školách, v letech 1946 až 1949 v Braunschweigu, v letech 1949 až 1951 ve Výmar a v letech 1951-52 v Drážďanech. Od roku 1956 působil jako pedagog. Kunsthochschule Berlin-Weißensee, kde byl následně v roce 1965 byl jmenován profesorem a kde v následujícím období působil 20 let jako rektor školy, v letech 1968 až 1988.
Patřil mezi nejvýznamnější malíře socialistického realismu. Jeho mozaiky byly součástí řady významných staveb ve východní části Berlína.